# 2023年オンライン安全法
2023年オンライン安全法（2023ねんオンラインあんぜんほう、Online Safety Act 2023）は、イギリス議会によって制定された、オンラインコンテンツを規制するための法律。2023年10月26日に可決され、関係閣内大臣に「違法」または「児童に有害」とみなされる幅広いオンラインコンテンツを指定、抑制、記録する権限を与えている。
この法律は、オンラインプラットフォームに新たな注意義務を課し、違法コンテンツ、または合法コンテンツであっても子供がアクセスする可能性のある、子供にとって「有害」となる可能性のあるコンテンツに対して措置を講じることを義務付けている。この義務を怠ったプラットフォームは、1800万ポンド以下または年間売上高の10%のいずれか高い方の罰金を科される。この法律は、Ofcomに特定のウェブサイトへのアクセスをブロックする権限を与えている。また、大手のソーシャルメディアプラットフォームには、政党や政治問題に関するコメントなど、ジャーナリズムや「民主主義的に重要な」コンテンツを削除せず、オンラインを維持することが義務付けられる。
この法律はまた、エンドツーエンド暗号化メッセンジャーを含むプラットフォームに対し、児童ポルノのスキャン機能を義務付けているが、専門家は、ユーザーのプライバシーを侵害することなくそのようなスキャン機能を実装することは不可能だと警告している。政府は、この条項を「技術的に実行可能」になるまでは施行するつもりはないと主張している。この法律はまた、プラットフォームに対し、ユーザーが見たくない「有害な」コンテンツをより適切にフィルタリングできるシステムを導入することを義務付けている。
この法律は、関係する閣内大臣に広範かつ極めて物議を醸す権限を与え、Ofcomの業務に直接介入することを可能にしている。これには、いわゆる「実務的指針」の内容を指示する権限も含まれる。批評家は、これは危険な権力集中であり、Ofcomの本来の独立性を損ない、オンライン上の言論に対する政府による統制への扉を開くものだと指摘している。様々な正当化の下で行使されるこれらの権限は、権威主義的でディストピア的性質を持つとして非難されている。この法律は、イギリス内外で政治家、学者、ジャーナリスト、人権団体から激しい反発を受けており、プライバシー権と言論・表現の自由に対する深刻な脅威であると批判されている。